# آژانس ملی اطلاعات مکانی
آژانس ملی اطلاعات مکانی (انگلیسی: National Geospatial-Intelligence Agency) که به اختصار ان‌جی‌ای نامیده می‌شود، سازمانی آمریکایی است که توسط وزارت دفاع ایالات متحده آمریکا و جامعه اطلاعاتی ایالات متحده آمریکا پشتیبانی می‌شود. وظیفه اصلی این آژانس جمع‌آوری، تحلیل و انتشار اطلاعات مکانی به منظور پشتیبانی از امنیت ملی ایالات متحده آمریکا است. آژانس ملی اطلاعات مکانی تا سال ۲۰۰۳، آژانس ملی تصویربرداری و نقشه‌نگاری (National Imagery and Mapping Agency) و به اختصار ان‌آی‌ام‌ای نامیده می‌شد.

## نگارخانه

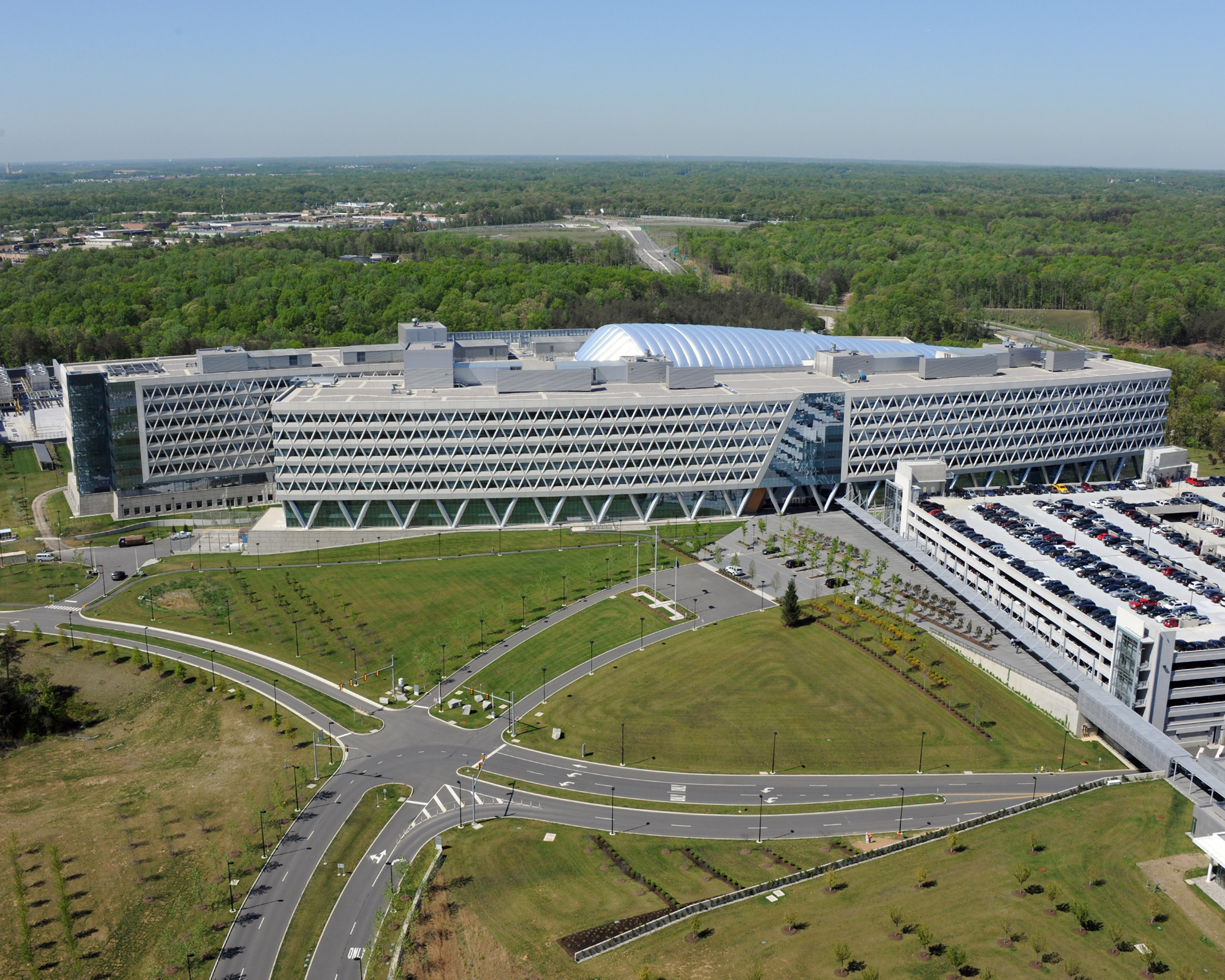
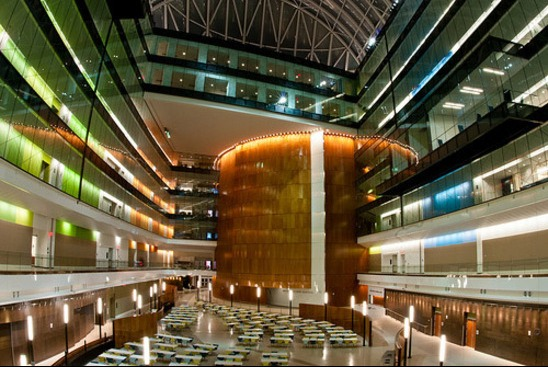
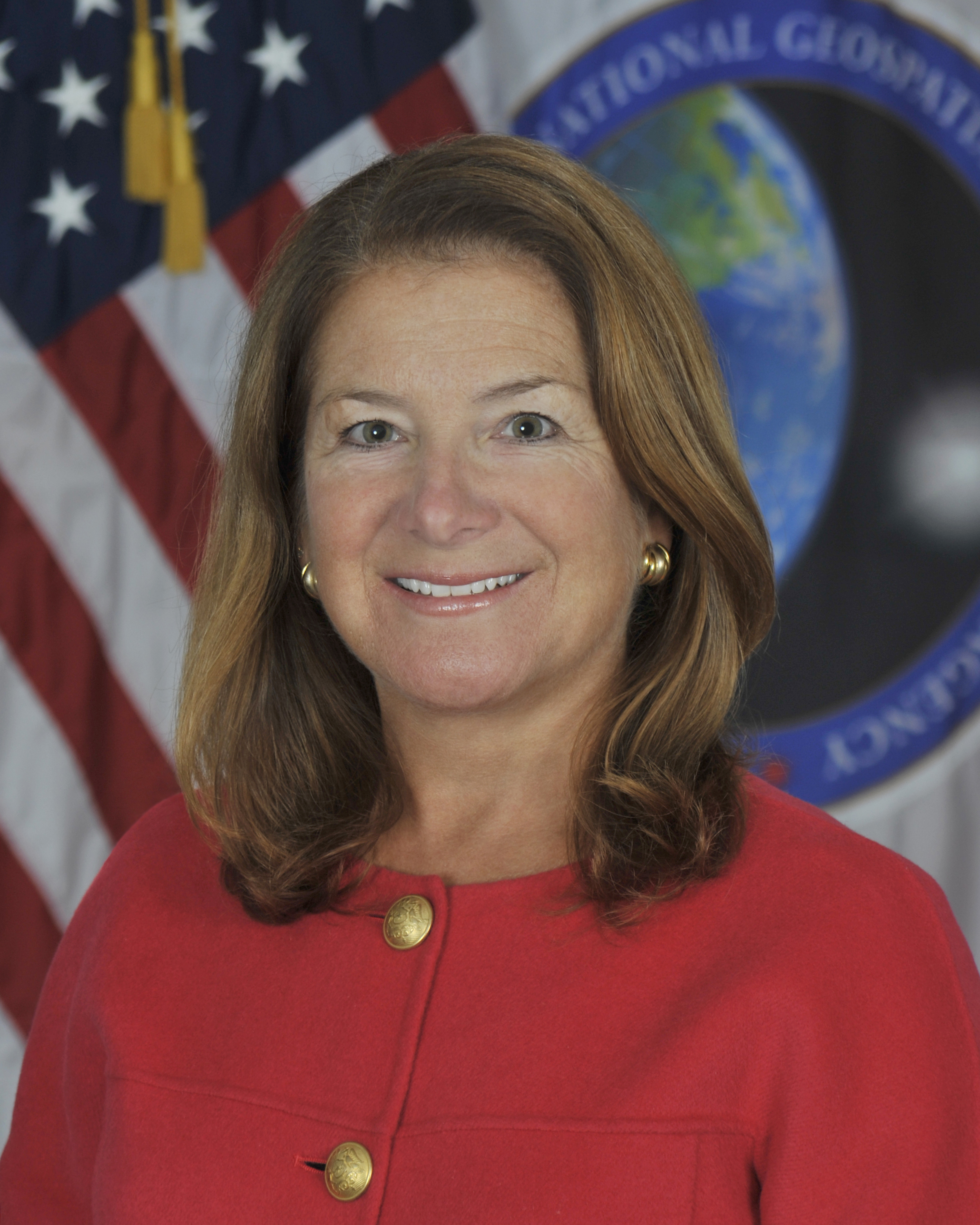